# Латная юбка

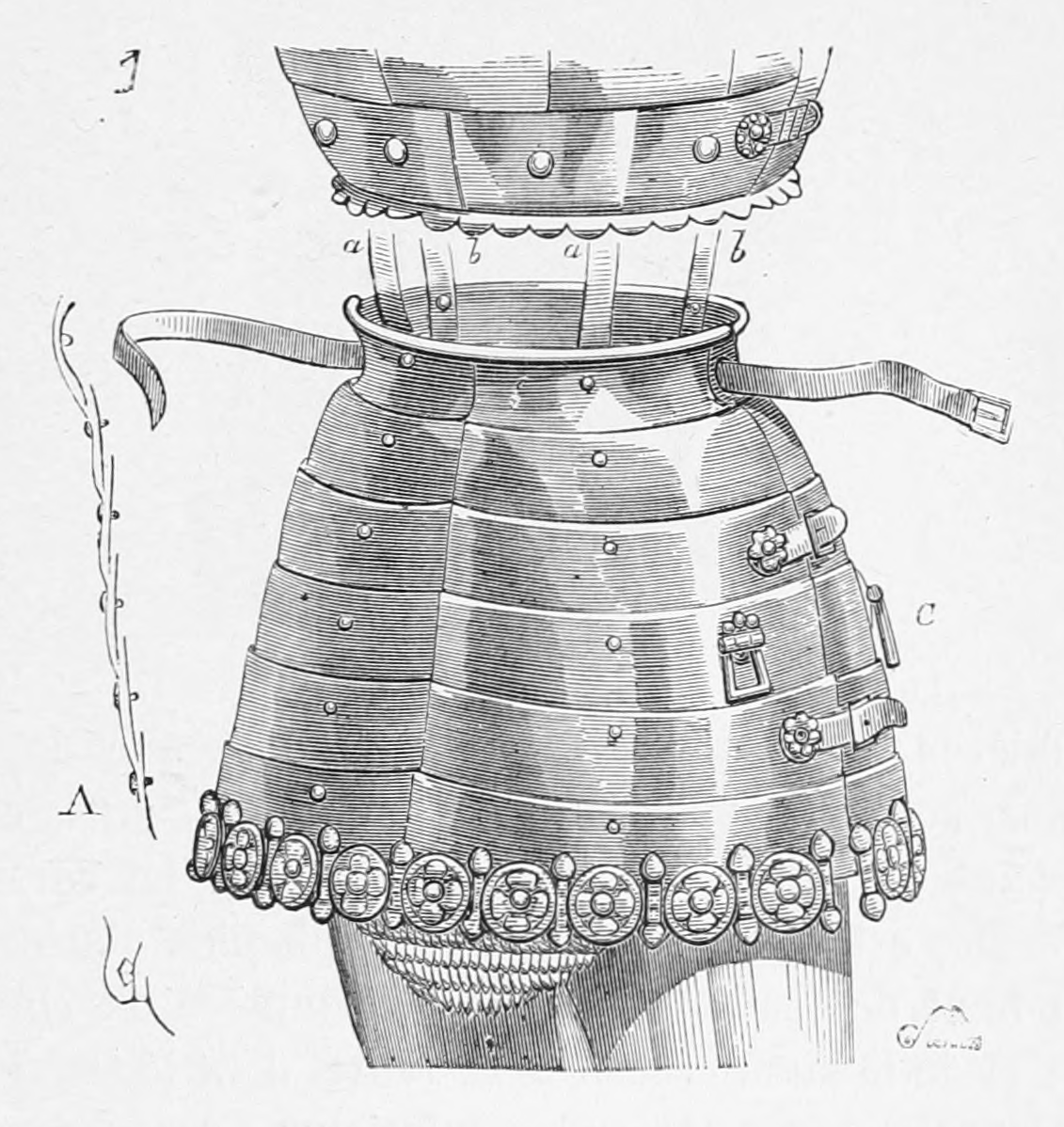

Латная юбка — часть доспеха, использовалась ещё в древней Греции и Риме, в виде кожаных полос,спускающихся с кирасы. В средневековье латные юбки использовались сначала на бригантинах и coat of plates, потом стали частью белых лат. Является продолжением кирасы и как бы частью её. В XV веке некоторые латные юбки доходили до колен.